# Selmsdorf
Selmsdorf är en kommun och ort i Landkreis Nordwestmecklenburg i förbundslandet Mecklenburg-Vorpommern i Tyskland.
Kommunen ingår i kommunalförbundet Amt Schönberger Land tillsammans med kommunerna Dassow, Grieben, Lüdersdorf, Menzendorf, Schönberg, Roduchelstorf och Siemz-Niendorf.